# (5102) Benfranklin
(5102) Benfranklin es un asteroide perteneciente al cinturón de asteroides, descubierto el 2 de septiembre de 1986 por Antonín Mrkos desde el Observatorio Kleť, České Budějovice, República Checa.

## Designación y nombre
Designado provisionalmente como 1986 RD1. Fue nombrado Benfranklin en honor al científico estadounidense, filósofo y estadista Benjamin Franklin, uno de los eruditos más brillantes y creativos de su tiempo.

## Características orbitales
Benfranklin está situado a una distancia media del Sol de 2,802 ua, pudiendo alejarse hasta 3,349 ua y acercarse hasta 2,256 ua. Su excentricidad es 0,194 y la inclinación orbital 8,113 grados. Emplea 1713,95 días en completar una órbita alrededor del Sol.

## Características físicas
La magnitud absoluta de Benfranklin es 12,7. Tiene 17 km de diámetro y su albedo se estima en 0,041. Está asignado al tipo espectral B según la clasificación SMASSII.